# Nobol
Nobol – miasto w Ekwadorze, w prowincji Guayas, stolica kantonu Nobol.

## Opis
Miejscowość została założona w 1992 roku, położone nad rzeką Daule. Przez miasto przebiega droga krajowa E48. W mieście znajduje się Sanktuarium pw. Jezusa z Nazaretu.

## Demografia

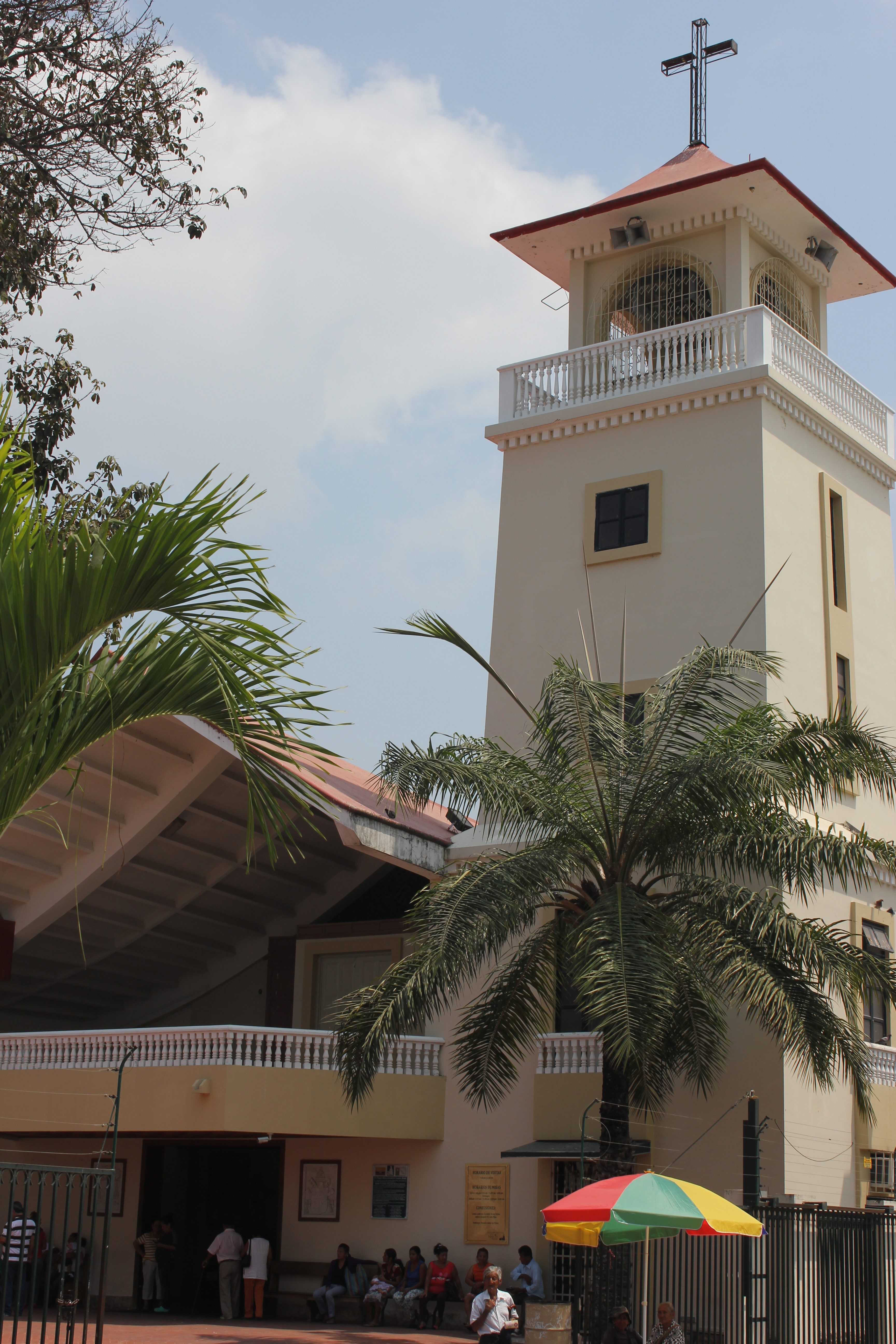
Sanktuarium w Nobol